# Ikarus 556
Ikarus 556 — городской автобус большого класса производства венгерской фирмы Ikarus. Выпускался с 1962 по 1973 год, поставлялся преимущественно в социалистические страны. Являлся базой для сочленённого автобуса Ikarus 180. Автобусы, поставляемые в СССР, окрашивались в белый цвет с продольной тёмно-красной или тёмно-синей полосой.

## Общие сведения

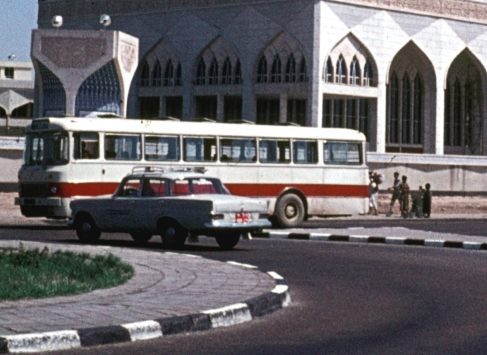
Ikarus 556 в Багдаде. 1973 год.

- Кузов несущий, двигатель расположен под полом
- Число мест: 105 (в том числе 21+1 для сидения)
- Расход: 25,1 л/100 км
- Двигатель: RABA-MAN D2156NM, тип — дизельный, число цилиндров — 6, мощность — 192 л. с.; число передач — 5
- Габариты: длина — 10 855 мм, ширина — 2 500 мм, высота 2 950 мм
- Количество, тип и конфигурация дверей: 3, ширмовые, 2-3-4
- Максимальная скорость — 80 км/ч

## Ikarus 556 в СССР
В СССР эксплуатировалась с 1970 года, но не настолько широко, как сочленённая модель Ikarus 180. С 1973 года началась замена на более новую модель Ikarus 260.
Эксплуатировались относительно непродолжительное время по причине перехода в начале 70-х венгерского завода "Икарус" на производство нового 200-го семейства Икарусов и регулярного обновление автобусного парка в советских городах с соответствующей заменой на автобусы новых моделей. Последние Икарусы модели 556 были сняты с маршрутов в СССР в начале 1980-х годов. 
Икарус-556 стал первым в СССР автобусом большой вместительности с тремя ширмовыми дверями, накопительными площадками и дизельным двигателем, расположенным под полом.

## Сохранившиеся экземпляры
До наших дней сохранилось всего лишь четыре автобуса "Икарус-556": в Венгрии, Латвии, Житомирской области, Санкт-Петербурге.